# Anna del Palatinato
Anna del Palatinato, in Francia conosciuta come Anna di Baviera (Anne Henriette Julie; Parigi, 13 marzo 1648 – Parigi, 23 febbraio 1723), fu una principessa del Palatinato-Simmern per nascita e per matrimonio nel 1663 duchessa d'Enghien e in seguito principessa di Condé. Fu inoltre principessa d'Arches suo jure a partire dal 1708.

## Biografia
Anna nacque a Parigi come seconda delle tre figlie di Edoardo, Conte Palatino di Simmern e della moglie, Anna Maria di Gonzaga-Nevers. Venne fidanzata in giovane età con Enrico Giulio, duca d'Enghien, conosciuto alla corte di Luigi XIV di Francia come Monsieur le Duc; egli era l'erede del Gran Condé.
La cerimonia nuziale ebbe luogo al Palais du Louvre l'11 dicembre 1663; con il matrimonio Anna Enrichetta ottenne il titolo di Duchessa d'Enghien, che mantenne fino alla morte del suocero nel 1684; in questa occasione divenne Principessa di Condé e godette del trattamento di Madame la Princess.
Ella fu sempre molto vicina al marito, benché egli soffrisse di una rara patologia mentale definita licantropia clinica.

## Figli
- Maria Teresa, mademoiselle de Bourbon (1º febbraio 1666 – 22 febbraio 1732); sposò Francesco Luigi, Principe di Conti ed ebbe discendenza;
- Enrico, duca di Borbone (5 novembre 1667 – 5 luglio 1670);
- Luigi, duca d'Enghien e poi successore del padre nel titolo di Principe di Condé (10 novembre 1668 – 4 marzo 1710); sposò Luisa Francesca di Borbone-Francia, figlia di re Luigi XIV e di Madame de Montespan ed ebbe discendenza;
- Anna, mademoiselle d'Enghien (11 novembre 1670 – 27 maggio 1675);
- Enrico, conte di Clermont (1672-1675);
- Luigi Enrico, conte di La Marche (9 novembre 1673 – 1675);
- Anna Maria Vittoria, mademoiselle d'Enghien ed in seguito mademoiselle de Condé (11 agosto 1675 – 23 ottobre 1700);
- Luisa Benedetta, mademoiselle d'Enghien ed in seguito mademoiselle de Charolais (8 novembre 1676 – 23 gennaio 1753); nel 1692 sposò Luigi Augusto, duca del Maine;[1]
- Maria Anna, mademoiselle de Montmorency ed in seguito mademoiselle d'Enghien (24 febbraio 1678 – 11 aprile 1718); sposò Luigi Giuseppe di Borbone-Vendôme;[2]
- Figlia femmina, mademoiselle de Clermont (1679-1680).

La giovane Principessa, molto pia, generosa e caritatevole, era molto lodata a corte, soprattutto per il sostegno che forniva al marito; nonostante l'affetto di cui era destinatario, Enrico III Giulio di Borbone-Condé, incline agli scatti d'ira, picchiava frequentemente la docile moglie.

## Ultimi anni
La madre di Anna Enrichetta, Anna Maria di Gonzaga-Nevers, diede un impulso fondamentale agli accordi per combinare il matrimonio tra la nipote acquisita, Elisabetta Carlotta del Palatinato, ed il fratello di re Luigi XIV, Filippo I, duca d'Orléans.
Nel 1708, quando il cugino Ferdinando Carlo di Mantova morì, Anna Enrichetta divenne Principessa d'Arches, essendo sua erede; Ferdinando Carlo fu l'ultimo Duca di Mantova.
L'anno successivo, Enrico III Giulio morì lasciando il titolo principesco al figlio Luigi, il quale però lo detenne solamente per un anno, morendo nel 1710, cosicché gli successe il figlio Luigi Enrico.
Anna Enrichetta diede il nome di Rue Palatine a una strada nel VI arrondissement di Parigi, dove aveva vissuto nel Petit Luxembourg, vicino al Palazzo del Lussemburgo. Anna Enrichetta possedeva inoltre il castello di Raincy, che venne poi venduta alla Casa d'Orléans nel 1769.
Anna Enrichetta morì a Parigi all'età di settantaquattro anni, sopravvivendo al marito e a tutti i figli, eccetto due: la Principessa di Conti e la Duchessa del Maine.
Alla sua morte il Principato d'Arches si estinse, benché il titolo venne reclamato dal figlio e dal nipote Luigi Ottone di Salm, figlio di sua sorella Luisa Maria.

## Titoli nobiliari
- 13 marzo 1648 – 11 dicembre 1663: Sua Altezza Serenissima Principessa Anna del Palatinato
- 11 dicembre 1663 – 11 novembre 1686: Sua Altezza Serenissima la Duchessa d'Enghien[4]
- 11 novembre 1686 – 1º aprile 1709: Sua Altezza Serenissima la Principessa di Condé
- 1º aprile 1709 – 23 febbraio 1723: Sua Altezza Serenissima la Principessa Madre di Condé

## Ascendenza
|                                |                         |                              | Genitori                        |  |  | Nonni |  |  | Bisnonni                      |  |  | Trisnonni                  |  |
|                                |                         |                              |                                 |  |  |       |  |  | Federico IV Elettore Palatino |  |  | Ludovico VI del Palatinato |  |
|                                |                         |                              |                                 |  |  |       |  |  | Federico IV Elettore Palatino |  |  | Ludovico VI del Palatinato |  |
|                                |                         | Elisabetta d'Assia           |                                 |  |  |       |  |  | Federico IV Elettore Palatino |  |  |                            |  |
| Federico V Elettore Palatino   |                         |                              |                                 |  |  |       |  |  | Federico IV Elettore Palatino |  |  |                            |  |
|                                |                         | Luisa Giuliana di Nassau     | Guglielmo I d'Orange            |  |  |       |  |  |                               |  |  |                            |  |
|                                |                         | Luisa Giuliana di Nassau     | Guglielmo I d'Orange            |  |  |       |  |  |                               |  |  |                            |  |
|                                |                         | Luisa Giuliana di Nassau     | Carlotta di Borbone-Montpensier |  |  |       |  |  |                               |  |  |                            |  |
| Edoardo del Palatinato-Simmern |                         | Luisa Giuliana di Nassau     |                                 |  |  |       |  |  |                               |  |  |                            |  |
|                                |                         | Giacomo I d'Inghilterra      | Enrico Stuart, Lord Darnley     |  |  |       |  |  |                               |  |  |                            |  |
|                                |                         | Giacomo I d'Inghilterra      | Enrico Stuart, Lord Darnley     |  |  |       |  |  |                               |  |  |                            |  |
|                                |                         | Giacomo I d'Inghilterra      | Maria Stuart, regina di Scozia  |  |  |       |  |  |                               |  |  |                            |  |
| Elisabetta Stuart              |                         | Giacomo I d'Inghilterra      |                                 |  |  |       |  |  |                               |  |  |                            |  |
|                                |                         | Anna di Danimarca            | Federico II di Danimarca        |  |  |       |  |  |                               |  |  |                            |  |
|                                |                         | Anna di Danimarca            | Federico II di Danimarca        |  |  |       |  |  |                               |  |  |                            |  |
|                                |                         | Anna di Danimarca            | Sofia di Meclemburgo-Güstrow    |  |  |       |  |  |                               |  |  |                            |  |
| Anna del Palatinato            |                         | Anna di Danimarca            |                                 |  |  |       |  |  |                               |  |  |                            |  |
|                                | Ludovico Gonzaga-Nevers | Federico II di Mantova       |                                 |  |  |       |  |  |                               |  |  |                            |  |
|                                | Ludovico Gonzaga-Nevers | Federico II di Mantova       |                                 |  |  |       |  |  |                               |  |  |                            |  |
|                                | Ludovico Gonzaga-Nevers | Margherita Paleologa         |                                 |  |  |       |  |  |                               |  |  |                            |  |
| Carlo I di Gonzaga-Nevers      | Ludovico Gonzaga-Nevers |                              |                                 |  |  |       |  |  |                               |  |  |                            |  |
|                                |                         | Enrichetta di Nevers         | Francesco I di Nevers           |  |  |       |  |  |                               |  |  |                            |  |
|                                |                         | Enrichetta di Nevers         | Francesco I di Nevers           |  |  |       |  |  |                               |  |  |                            |  |
|                                |                         | Enrichetta di Nevers         | Margherita di Borbone-Vendôme   |  |  |       |  |  |                               |  |  |                            |  |
| Anna Maria di Gonzaga-Nevers   |                         | Enrichetta di Nevers         |                                 |  |  |       |  |  |                               |  |  |                            |  |
|                                |                         | Carlo di Guisa               | Francesco I di Guisa            |  |  |       |  |  |                               |  |  |                            |  |
|                                |                         | Carlo di Guisa               | Francesco I di Guisa            |  |  |       |  |  |                               |  |  |                            |  |
|                                |                         | Carlo di Guisa               | Anna d'Este                     |  |  |       |  |  |                               |  |  |                            |  |
| Caterina di Lorena             |                         | Carlo di Guisa               |                                 |  |  |       |  |  |                               |  |  |                            |  |
|                                |                         | Enrichetta di Savoia-Villars | Onorato II di Savoia            |  |  |       |  |  |                               |  |  |                            |  |
|                                |                         | Enrichetta di Savoia-Villars | Onorato II di Savoia            |  |  |       |  |  |                               |  |  |                            |  |
|                                |                         | Enrichetta di Savoia-Villars | Jeanne de Foix                  |  |  |       |  |  |                               |  |  |                            |  |
|                                |                         | Enrichetta di Savoia-Villars |                                 |  |  |       |  |  |                               |  |  |                            |  |